# Grup de la henritermierita
El grup de la henritermierita és un grup de minerals de la classe dels silicats que cristal·litzen en el sistema tetragonal. El grup, que forma part del supergrup del granat, està format per dues espècies minerals: la henritermierita i la holtstamita.
| Espècie         | Fórmula                  |
| --------------- | ------------------------ |
| Henritermierita | Ca₃Mn3+ 2(SiO₄)₂[◻(OH)₄] |
| Holtstamita     | Ca₃Al₂(SiO₄)₂(OH)₄       |

Segons la classificació de Nickel-Strunz els minerals d'aquest grup pertanyen a "9.AD - Nesosilicats sense anions addicionals; cations en [6] i/o major coordinació» juntament amb els següents minerals: calcioolivina, merwinita, bredigita, andradita, almandina, calderita, goldmanita, grossulària, henritermierita, hibschita, hidroandradita, katoïta, kimzeyita, knorringita, majorita, morimotoïta, vogesita, schorlomita, spessartina, uvarovita, wadalita, holtstamita, kerimasita, toturita, momoiïta, eltyubyuïta, coffinita, hafnó, torita, thorogummita, zircó, stetindita, huttonita, tombarthita-(Y), eulitina i reidita.